# رود جنسن
رود جنسن (بالإنجليزية: Rod Jensen)‏ هو مدرب كرة سلة أمريكي، ولد في 16 نوفمبر 1953.

## روابط خارجية
- رود جنسن على موقع كلية كرة السلة في سبورتس رفرنس.كوم (الإنجليزية)